# Hodenhagen
Hodenhagen település Németországban, azon belül Alsó-Szászország tartományban. Lakosainak száma 3139 fő (2023. december 31.).

## Népesség
A település népességének változása:
| Lakosok száma | 3255 | 3088 | 3177 | 3205 | 3108 | 3114 | 3139 |
|               | 2015 | 2016 | 2017 | 2019 | 2021 | 2022 | 2023 |